# Uniwersytet Griffitha
Uniwersytet Griffitha (ang. Griffith University) – australijska uczelnia publiczna z siedzibą w Brisbane, założona w 1971. Jej patronem jest sir Samuel Griffith, główny autor tekstu konstytucji Australii i pierwszy w historii prezes jej Sądu Najwyższego. 
Uczelnia ma trzy kampusy w Brisbane (największy w dzielnicy Nathan), jeden w Gold Coast (duży) i jeden w Logan City (mały). Kształci 50 tysięcy słuchaczy studiów licencjackich i  magisterskich oraz doktorantów. Zatrudnia około 3500 pracowników naukowych.

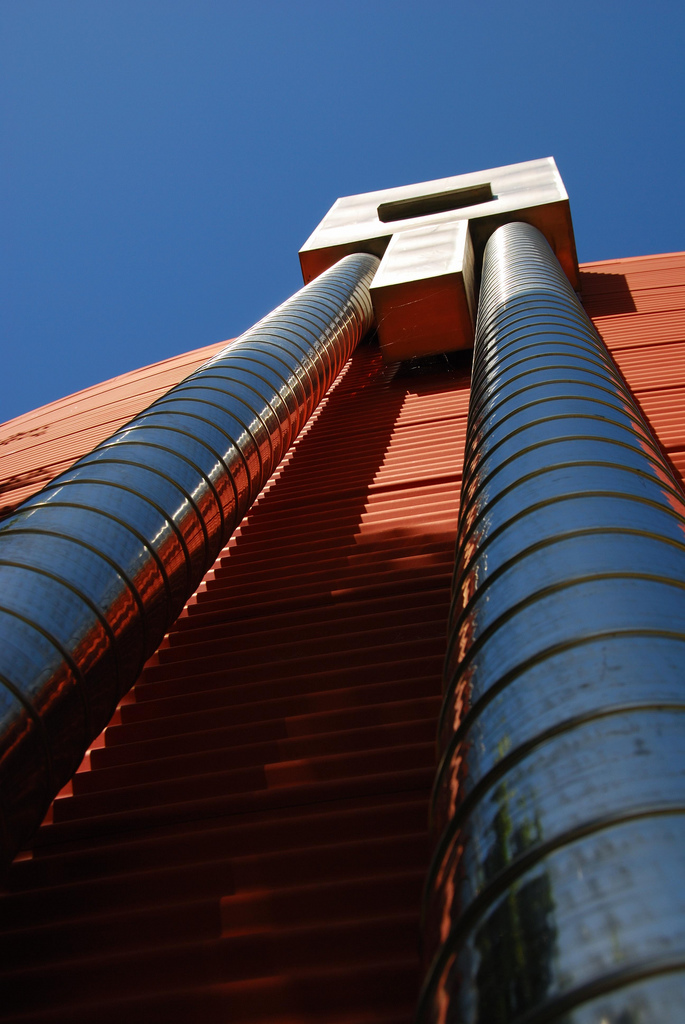
Jeden z budynków uczelnianych w Brisbane

## Struktura
Obecnie uczelnia dzieli się na szkoły i wydziały, które są pogrupowane w czterech obszarach:
- sztuka, pedagogika i prawo
- biznes
- zdrowie
- nauki ścisłe.

## Znani absolwenci
- Steven Bradbury – mistrz olimpijski w short tracku (Salt Lake City 2002)
- Sara Carrigan – mistrzyni olimpijska w kolarstwie szosowym (Ateny 2004)
- Lisbeth Trickett – trzykrotna mistrzyni olimpijska w pływaniu (Ateny 2004, Pekin 2008)